# Numero palindromo
Un numero è palindromo quando le sue cifre, se scritte in una particolare base, rappresentano lo stesso valore sia che siano lette da destra che da sinistra.

## Definizione formale
Stando alla sua definizione, il concetto di palindromicità di un numero viene applicato solo nell'insieme dei numeri interi, ed inoltre il numero preso in considerazione può essere scritto in qualsiasi base.
Sia n un numero intero e sia a0a1a2...ak la sua rappresentazione in cifre in una certa base b ≥ 2  (con a0 ≠ 0).
Allora n è palindromo se e solo se per ogni intero 0≤i≤k si ha ai=ak-i

## Esempi
Un esempio di numero palindromo può essere:
{\displaystyle 12345654321}
si può notare infatti che esso è simmetrico rispetto al suo centro:
{\displaystyle 12345\ 6\ 54321}
quindi vale la definizione.

## Numero di numeri palindromi minori di una potenza di dieci
Se si studia il numero dei numeri palindromi scritti in base 10 ed inferiori ad una certa potenza di 10 ci si può accorgere che esiste una certa regolarità
- Tutti i numeri con una sola cifra sono palindromi, quindi vi sono 10 numeri palindromi minori di 10¹.
- I palindromi con due cifre sono nove (in effetti i multipli di 11 minori di 100), quindi esistono 19 numeri palindromi minori di 10².
- Esistono 90 palindromi con 3 cifre quindi 109 palindromi minori di 10³.
- I palindromi minori di 10⁴ sono 199.

Se si prosegue con questo ragionamento incrementando le potenze di dieci si può ottenere la successione:
{\displaystyle 10,\,19,\,109,\,199,\,1099,\,1999,\,10999,\,19999,\,109999,\,199999,\,1099999,\,...}
La tabella seguente indica il numero di numeri palindromi minori di una certa potenza di dieci che possiedono una certa caratteristica
|                                                                                | 10⁰ | 10¹ | 10² | 10³ | 10⁴ | 10⁵  | 10⁶  | 10⁷   | 10⁸   | 10⁹    | 10¹⁰   |
| n naturale                                                                     | 2   | 10  | 19  | 109 | 199 | 1099 | 1999 | 10999 | 19999 | 109999 | 199999 |
| n pari                                                                         | 1   | 5   | 9   | 49  | 89  | 489  | 889  | 4889  | 8889  | 48889  | 88889  |
| n dispari                                                                      | 1   | 5   | 10  | 60  | 110 | 610  | 1110 | 6110  | 11110 | 61110  | 111110 |
| n quadrato perfetto                                                            | 2   | 4   | 4   | 7   | 7   | 14   | 15   | 20    | 20    | 31     | 31     |
| n cubico                                                                       | 2   | 3   | 3   | 4   | 5   | 5    | 5    | 7     | 7     | 7      | 8      |
| n primo (vedi anche: Primo palindromo)                                         | 0   | 4   | 5   | 20  | 20  | 113  | 113  | 781   | 781   | 5953   | 5953   |
| n privo di quadrati                                                            | 0   | 6   | 12  | 67  | 120 | 675  | 1200 | 6821  | 12160 | +      | +      |
| n non privo di quadrati (μ(n)=0)                                               | 2   | 4   | 7   | 42  | 79  | 424  | 799  | 4178  | 7839  | +      | +      |
| n quadrato perfetto con radice prima                                           | 0   | 2   | 2   | 3   | 3   | 5    | 5    | 5     | 5     | 5      | 5      |
| n con un numero pari di fattori primi distinti (μ(n)=1)                        | 0   | 2   | 6   | 35  | 56  | 324  | 583  | 3383  | 6093  | +      | +      |
| n con un numero dispari di fattori primi distinti (μ(n)=-1)                    | 0   | 4   | 6   | 32  | 64  | 351  | 617  | 3438  | 6067  | +      | +      |
| n pari con un numero dispari di fattori primi                                  | 0   | 1   | 2   | 9   | 21  | 100  | 180  | 1010  | 6067  | +      | +      |
| n pari con un numero dispari di fattori primi distinti                         | 0   | 3   | 4   | 21  | 49  | 268  | 482  | 2486  | 4452  | +      | +      |
| n dispari con un numero dispari di fattori primi                               | 0   | 3   | 4   | 23  | 43  | 251  | 437  | 2428  | 4315  | +      | +      |
| n dispari con un numero dispari di fattori primi distinti                      | 0   | 4   | 5   | 28  | 56  | 317  | 566  | 3070  | 5607  | +      | +      |
| n pari, non quadrato perfetto, con un numero pari di fattori primi distinti    | 0   | 1   | 2   | 11  | 15  | 98   | 171  | 991   | 1782  | +      | +      |
| n dispari, non quadrato perfetto, con un numero pari di fattori primi distinti | 0   | 1   | 4   | 24  | 41  | 226  | 412  | 2392  | 4221  | +      | +      |
| n dispari con esattamente due fattori primi                                    | 0   | 1   | 4   | 25  | 39  | 205  | 303  | 1768  | 2403  | +      | +      |
| n pari con esattamente 2 fattori primi                                         | 0   | 2   | 3   | 11  | 11  | 64   | 64   | 413   | 413   | +      | +      |
| n pari con esattamente 3 fattori primi                                         | 0   | 1   | 3   | 14  | 24  | 122  | 179  | 1056  | 1400  | +      | +      |
| n pari con esattamente 3 fattori primi distinti                                | 0   | 0   | 1   | 18  | 44  | 250  | 390  | 2001  | 2814  | +      | +      |
| n dispari con esattamente 3 fattori primi                                      | 0   | 0   | 1   | 12  | 34  | 173  | 348  | 1762  | 3292  | +      | +      |
| n numero di Carmichael                                                         | 0   | 0   | 0   | 0   | 0   | 0    | 1    | 1     | 1     | 1      | 1      |
| n per il quale σ(n) è palindromo                                               | 1   | 6   | 10  | 47  | 114 | 688  | 1417 | 5683  | +     | +      | +      |

## Potenze perfette
Esistono vari numeri palindromi che sono anche potenze di altri numeri. Attualmente sono conosciuti solo numeri palindromi che possono essere espressi con una potenza di esponente 2, 3 o 4:
- I primi quadrati perfetti palindromi sono: 0, 1, 4, 9, 121, 484, 676, 10201, 12321, 14641, 40804, 44944, ...[2]
- I primi numeri palindromi che possiedono una radice cubica intera sono: 0, 1, 8, 343, 1331, 1030301, 1367631, 1003003001, ...[3]
- I primi numeri palindromi esprimibili con una potenza di esponente 4 sono: 0, 1, 14641, 104060401, 1004006004001, ...[4]

G. J. Simmons e D. Rawlinson congetturano che non esistano palindromi diversi da 0 e 1 esprimibili con potenze di esponente maggiore di 4.
L'unico numero non palindromo conosciuto il cui cubo è un palindromo è 2201.

## Formula generatrice di numeri palindromi in base 10
In base 10 una formula generatrice di parecchi numeri palindromi è la successione 
{\displaystyle a(n)=(10^{n}+1)^{k}{\mbox{ con }}n,k\in \mathbb {N} }
Per esempio con k=3 e n=4 si ottiene:
{\displaystyle (10^{4}+1)^{3}=1000300030001}
Questa formula però non genera sempre numeri palindromi a partire da k>4. Infatti, se proviamo con k=5 ed n=2, otteniamo:
{\displaystyle (10^{2}+1)^{5}=10510100501}
che è evidentemente un numero non palindromo. Inoltre non tutti i numeri palindromi vengono generati da questa formula, in effetti i numeri di una sola cifra sono palindromi ma non vengono generati.

## Generazione di numeri palindromi da numeri repunit
Un repunit è un numero scritto utilizzando esclusivamente la cifra 1. In base 10 è possibile generare un numero palindromo tramite moltiplicazione di due numeri repunit.
Se prendiamo due repunit tali che il prodotto del numero delle cifre del primo per il numero delle cifre del secondo è minore o uguale di 100 e li moltiplichiamo tra di loro otteniamo un numero palindromo.
Per esempio il numero 111 111 111 111 possiede 12 cifre, il numero 1 111 111 possiede 7 cifre, 7×12=84≤100 quindi:
{\displaystyle 111\,111\,111\,111\times 1\,111\,111=123\,456\,777\,777\,654\,321}
che è un numero palindromo.